# إنجليزية سنغافورة
إنجليزية سنغافورة (بالإنجليزية: Singapore English) هي مجموع تنوعات اللغة الإنجليزية المنطوقة في سنغافورة، والتي تتضمن شكلان رئيسيان: إنجليزية سنغافورة القياسية وإنجليزية سنغافورة العامية (المعروفة باسم السنغلية أو Siglish). وتعتبر الإنجليزية هي اللغة الأولى لغالبية السكان.
وصلت اللغة الإنجليزية إلى سنغافورة عن طريق المستعمرين خلال القرن التاسع عشر. ولدى السنغافوريون - حتى أولئك الذين ينتمون إلى نفس المجموعة العرقية - العديد من اللغات والثقافات الأصلية المتنوعة. فعلى سبيل المثال في عام 2005 كان أكثر من ثلث السنغافوريين الصينيين يتحدثون الإنجليزية كلغتهم الرئيسية في المنزل بينما تحدث نصفهم تقريبًا الماندرين الصينية، وتحدث الباقون بتنوعات مختلفة من اللغة الصينية قد لا تكون مفهومة فيما بينها. أما السنغافوريون من أصل هندي فيتحدث معظهم إما اللغة الإنجليزية أو إحدى لغات جنوب آسيا. وتُعد الإنجليزية الآن وسيلة الاتصال الأكثر شعبية بين الطلاب بدءًا من المدرسة الابتدائية إلى الجامعة، وتستخدم العديد من العائلات لغتين أو ثلاثة بشكل منتظم وغالبًا ما تكون اللغة الإنجليزية واحدة منها. ويختلف مستوى الطلاقة في اللغة الإنجليزية بين المقيمين في سنغافورة أيضًا بشكل كبير من شخص لآخر اعتمادًا على خلفيتهم التعليمية.
وقد جاءت التأثيرات الأكثر وضوحًا على اللغة الإنجليزية السنغافورية من الإنجليزية الأسترالية والإنجليزية البريطانية والنطق البريطاني المعتمد (RP).
| لغة             | 1990 | 2000 | 2010 | 2015 |
| --------------- | ---- | ---- | ---- | ---- |
| الإنجليزية      | 18.8 | 23.0 | 32.3 | 36.9 |
| الماندرين       | 23.7 | 35.0 | 35.6 | 34.9 |
| اللهجات الصينية | ؟    | 23.8 | 14.3 | 12.2 |
| لغة الملايو     | 14.3 | 14.1 | 12.2 | 10.7 |
| التاميل         | 2.9  | 3.2  | 3.3  | 3.3  |
| آخرون           | ؟    | 0.9  | 2.3  | 2.0  |

## إنجليزية سنغافورة القياسية
هي الصيغة القياسية للغة الإنجليزية المستخدمة في سنغافورة، وتشبه بشكل عام الإنجليزية البريطانية، وغالبًا ما تستخدم في السياقات الرسمية مثل أماكن العمل أو عند التواصل مع أشخاص ذوي سلطة أعلى مثل المعلمين والرؤساء والمسؤولين الحكوميين، وتعتبر بمثابة الجسر بين المجموعات العرقية المختلفة في سنغافورة. وتحتفظ إنجليزية سنغافورة القياسي بتهجئة وقواعد الإنجليزية البريطانية.
يتربّى غالبية الأطفال السنغافوريون على لغتين أو أكثر، فيتعلمون الماليزية أو الصينية أو التاميلية أو السنغلية كلغاتهم الأصلية على حسب خلفياتهم العرقية أو حسب الوضع الاجتماعي والاقتصادي لأسرهم. كما يكتسبون هذه اللغات من التفاعل مع الأصدقاء في المدرسة والأماكن الأخرى. وبطبيعة الحال فقد أثّر وجود لغات أخرى في سنغافورة على اللغة الإنجليزية السنغافورية، وهو أمر واضح بشكل خاص في العامية، سواء في اقتراض كلمات أو ظاهرة التناوب اللغوي.

## إنجليزية سنغافورة العامية (السنغلية)
إنجليزية سنغافورة العامية هي لغة هجين (كريول) من أصل إنجليزي  تُستخدم في سنغافورة. وعلى عكس إنجليزية سنغافورة القياسية فتتضمن السنغلية العديد من عناصر الخطاب والكلمات المستعارة من لغات الملايو واليابانية والماندارين والهوكيين. ومن ثَم يُنظر إليها عمومًا بأنها ذات مكانة متدنية في الدولة ولا تُستخدم في الاتصالات الرسمية.